# シュナステーション
シュナステーション (英: SyunaStation) は、大阪アメリカ村にあるでんぱ組.incをフューチャーしたアイドルコンセプトカフェ。

## 特徴
2017年5月1日に西のディアステージとなることを目標にオーナーである古秋きっさん(通称妖精さん)が大阪心斎橋のアメリカ村にオープンしたアイドルコンセプトカフェ。マスコットキャラクターは『シュナっち』。でんぱ組.incをフィーチャーしているのが特徴。店内にはでんぱ組.incの過去のグッズやチェキなどが飾られている。なお、運営元は秋葉原ディアステージやでんぱ組.incと直接の関係はない。
在籍するキャストはシュナガ (シュナステーションガールズ) と呼ばれ、元々でんぱ組.incやそのほかのアイドルのヲタクをしていたメンバーが多い。
営業時間中1時間に1回 (1日3回) 15分 - 20分程度のライブタイムがあり、シュナガがでんぱ組.incの曲をメインに様々なライブパフォーマンスを行う。また、水曜日は歌リクデーとして、曲のリクエストをすることもできる。ただし、シュナガが知っている曲であることが前提。
水曜日 - 土曜日の夜20時からはSHOWROOM配信を行っており、店内で行われるライブの様子を見ることができる。なお、SHOWROOMの時間中は前述の歌リクデーの日であっても基本的にはシュナガが選んだ楽曲のパフォーマンスを行う。
2018年5月1日 (当日は営業日外となるため実質5月2日) にオープン1周年を記念してシュナステ2.0と謳ったリニューアルを行った。バージョンアップに伴い、それまで17歳設定だったシュナガの年齢縛りがとても緩くなった。

## 店舗情報

### 営業時間
火曜日 - 土曜日 18:00 - 22:00
日曜日 14:00 - 18:00
定休日 月・火曜日
※2018年5月1日より営業時間が変更
※2018年10月16日より火曜日営業を再開。ただし、月に一度は休業日となる。
イベント時は営業時間が変更になる場合がある。

## 料金システム
最初の1時間で固定のチャージ料が必要で、以降30分ごとにチャージ料がかかる。また、チャージ料とは別に1時間ごとに1ドリンクの注文が必要。
通常はフードメニューは1ドリンクに含まれないが、イベント時のみ提供されるフード類などが1ドリンクとしてカウントされる場合もある。

## 客層
店自体がでんぱ組.incをフィーチャーとしている為、必然的にでんぱ組.incのファン (でヲタ) が多いが、在籍するシュナガの別の活動を通じて店を知った人などもいる。また、キャストによってはでんぱ組.inc以外のBiSHなどのアイドルのヲタクであるメンバーもおり、必ずしもでヲタでなくても楽しめるようになっている。

## 在籍キャスト (2019年2月時点)
2018年10月時点でシュナステーションにシュナガとして在籍しているのは以下のメンバー。
| 名前           | 愛称     | 担当カラー     | 加入時期   |
| -------------- | -------- | -------------- | ---------- |
| 西口なこ       | ぐっち   | オレンジ       | 2017年12月 |
| おのでらりん   | てらりん | 白             | 2017年12月 |
| 小豆和         | なごみん | 紫             | 2018年2月  |
| 柚子湯ゆづ     | ゆゆゆ   | 青→ピンク      | 2018年3月  |
| 星野わたげ     | わたぽん | 黄             | 2018年4月  |
| かぜたにはなび |          | ミントグリーン | 2018年4月  |
| 水海ふぐ       | ふぐぐ   | 水色           | 2018年4月  |
| あおいくらげ   |          | 青             | 2018年5月  |
| 缶詰杏夏       | もかか   | たまご色       | 2018年6月  |

## オリジナルソング

### 『SyunaStation.』
作詞 : 古秋きっさん
作曲・編曲 : 溝口ヒロキ
シュナステーションのテーマソング。Showroomや配信番組のトーク中などにBGMとして流れているのを聞くことができる。
歌詞の中に「日本橋」と出てくるが、実際の店の所在地は心斎橋。余談だが店の最寄駅は心斎橋駅ではなく四ツ橋駅である。

### 『時限Empress』
作詞 : シュナステーションCX 古秋きっさん 桃瀬りつ
作曲・編曲 : yozyoz
Showroomで配信された番組シュナステーションCXで歌詞を作った楽曲。Showroom配信のエンドロールとして2018年7月まで番組の最後に聞くことができた。

## 開催されたイベント

### コスプレ系

#### ハロウィンイベント
シュナガがハロウィンをイメージしたコスプレを行った。また店内もハロウィン仕様で飾られた。

#### クリスマスイベント
シュナガがサンタなどのクリスマスをモチーフにしたコスプレを行った。また、当時在籍していたメンバーの生誕祭も併せて行われた。

#### 私服イベント
シュナガが私服で出迎えてくれるイベント。ある日にはシュナガが内緒で私服の交換を行い、客が誰の私服かをあてるクイズが行なわれた。

#### にゃんこステーション
ネコのコスプレをしたイベント。

#### シュナステ動物園
にゃんこステーションと続けて開催され、ネコ以外の動物のコスプレをしたシュナガが客を出迎えた。

#### 主菜界隈
チャイナ服のコスプレをしたイベント

### ライブ系

#### ワンマン
シュナガメンバー1人によるワンマンライブ。

#### ツーマン
シュナガメンバー2人によるツーマンライブ。

#### DANCE★POPCORN
VOCALOIDの曲を中心にライブパフォーマンスを行った。

### ごはん系

#### 推しのチェキを見ながら白飯を食べるイベント
推しのチェキを見ながらご飯を食べる (通称推し飯) をモチーフとした、シュナガや客がご飯のおかずを持ち寄って、みんなで推しのチェキを目の前に白飯を食べるイベント。当日は白飯が無料で振る舞われた。

#### シュナガごはん
シュナガが手作りのご飯を提供するイベント。ビビンバやカレーなどメンバーが好きなメニューや、ウインナーごはんなど知っている人はニヤリと来るようなフードメニューが提供される。

#### スナックイベント
シュナガの一人がスナックのママとなり、お酒のおつまみを提供し、スナックの雰囲気を味わえるイベント。

#### わんこそば
シュナガや客とわんこそばの杯数を競うイベント。

### 企画系

#### メンバー生誕祭、メンバー成人式
メンバーの誕生日や、成人などの節目に行われるイベント。
特別なフードメニューが提供されることが多い。

#### 握手会
チケットを持っているとシュナガと握手をすることができる。チケットは店でチェキを撮るとチェキ1枚につきチケット1枚がもらえた。

#### シュナカラ
シュナガや客がカラオケをするイベント

#### 手のひらにスキと書く会
チケットを持っているとシュナガが手のひらにスキと書いてくれる。握手会の進化系。チケットの入手方法は握手会と同じ。

#### シュナステforGIRLS!
女性限定イベント。アイドルの衣装やコスプレをしながらシュナガと歌を歌ったりする。

#### しゅなっちマーケット
自作のグッズなどを持ち寄り、交換するイベント。店舗ではなく別の会場を借りて行う。

#### 眠っているところを起こしてくれる会
眠っている設定のお客をキャストが優しい言葉で起こしてくれる。

#### 俺の妹
シュナガの一人が妹の設定で言葉をかけてくれる。

#### 写真集発売イベント
写真集の発売に合わせて行われるイベント。当日のみ写真集にサインを書いてもらえる。

#### メンバー卒業式
在籍していたメンバーの卒業に際して行われる。卒業式を行わず卒業するメンバーもいる。

## シュナガレコード
2018年3月31日に大阪城音楽堂で行われた、一夜限りと謳われたシュナガによる無料のワンマンライブ。
当時在籍していたシュナガや過去に在籍していたメンバーが集まり、約1時間半にわたってライブパフォーマンスが行われた。
当日はシュナステを知っている観客だけでなく大阪城に来ていた多数の観客を集め、成功を収めた。

## 番組

### 現在配信している番組

#### SHOWROOM
火曜日 - 土曜日の夜20時から30分間、店舗でのライブの様子を配信している。

#### シュナステーション放送局
隔週金曜日の夜22時から1時間、お店で起こった出来事などを紹介する。

#### 水中放送
隔週金曜日の夜22時から1時間、VTRを見ながら雑談などをする。

### かつて配信していた番組

#### シュナステーションゲーム部
シュナガが様々なゲームに挑戦する。

#### シュナガ部
シュナガが書初めや食玩作りなど様々なことに挑戦する。

#### シュナステーションCX
シュナステの楽曲作りの挑戦する。

#### 長時間特番
アイドルやマンガについて語る、書初めをする、パズルをするなど、
店舗内の様々な様子を長時間配信。